# ایل دلفان
دِلفان عنوان عام گروهی از مردم لک است. این ایل در لرستان، ایلام، کرمانشاه و حتی مازندران، به‌ویژه کلاردشت و چالوس پراکنده‌اند.  گویش لکی رواج مسلک اهل حق در میان این طایفه‌های مشهور به دلفان نشان از ریشه مشترک آنان دارد. تمرکز بیشتر دلفانها در لرستان (نورآباد، کوهدشت، الشتر) و کرمانشاه (هرسین، کرمانشاه) است. در برخی از منابع لرهای پشتکوه را فیلی و لرهای پیشکوه را لک و لر دانستنه اند.ایل دلفان اصالتا نوادگان ابودلف سردار عرب هستند.طبق دانشنامه جهان اسلام ایل دلفان نوادگان ابودلف سردار عرب هستند که در استان لرستان ساکن هستند.ایل دلفان خاندان عربی تبار هستند که از نسل ابودلف میباشند و در نزدیکی نهاوند ساکن هستند.برخی منابع تبار ایل سلسله و دلفان را به اعراب می رسانند و بر این باورند ایلات سلسله که شامل حسنوند ، یوسفوند، کولیوند و.. است از نسل اعراب بنی صالح و ایل دلفان نوادگان عرب ابودلف هستند.

## سکونت گاه
پس از دوره زندیه این گروه از لک زبان‌ها علاوه بر زادگاه اصلی خود یعنی دلفاندر کوهدشت،الشتر، خرم‌آباد، هرسین و کرمانشاه سکونت گزیدند. در برخی از منابع، از ایل دلفان به عنوان یکی از ایلات لر یاد شده است. پژوهشگران کرد از جمله محمد علی سلطانی و رشید یاسمی نیز ایل دلفان را یکی از ایلات کرد دانسته‌اند.هنری فیلد و هنری راولینسون دلفان هارا به ترتیب از ایلات لر پیشکوه و لرکوچک تقسیم بندی کرده اند.دانشنامه جهان اسلام خواستگاه ایل دلفان و سلسله را ماهیدشت کرمانشاه میداند که شاه عباس صفوی برای ضعیف کردن اتابکان لر کوچک آنهارا به لرستان میاورد و زمین لرها را به آنها میدهد.

## دلیل نام‌گذاری
نظرات مختلفی دربارهٔ وجه تسمیه دلفانها وجود دارد. محمود میرزا قاجار وجه تسمیه دلفان را برگرفته از مسلک اهل حق (علی‌اللهی)، که در این طایفه پیروانی داشت، و به معنای فانی بودن دل آنان (دل فانی) ذکر کرده است. در روایتهای محلی دلفان نام فردی نهاوندی ذکر شده است که در گذشته‌های دور به خاوِه (مرکز پیشین منطقه دلفان و امروزه بخشی از آن) گریخت و آنجا را خرید و بین خاندان خود تقسیم کرد اما برخی پژوهشگران نام دلفان را برگرفته از نام یکی از سرداران عرب مسلمان، مشهور به ابودُلَف عِجْلی می‌دانند که در قرن سوم حکومتی در شمال لرستان داشت. بر این اساس به‌نظر می‌رسد دلفان ابتدا به مکانی جغرافیایی گفته شده است و طوایف ساکن آن حدود به تدریج نام منطقه را به خود گرفته‌اند؛ بنابر این کاربرد نام دلفان بر این طوایف لک، حاکی از اصالت عرب آن‌ها است و ریشه گرفتن این نام از ابودلف با قومیت ایرانی و زبانی آن‌ها منافاتی دارد، چنان‌که زبان و ویژگی‌های فرهنگی آنان برگرفته از ریشه ایرانی آنهاست.

## مذهب
مردم دلفان شیعه مذهب می‌باشند. اما برخی به ویژه در میان طایفه‌های نورعلی و چواری(چاواری) هستند.

## طوایف  دلفان
معروف است که ابو دُلف پنج پسر به نام‌های ایوت، مومه، کاکا، بیژن و میربَگ داشت که هر کدام طایفه‌ای را با نامشان تأسیس کردند. دلفان‌های لرستان این طوایف را شامل می‌شوند: کاکاوند (مظفروند، غیب غلام، علی، باریکوند، تاج دین وند، مراد، ولدوند) اولاد قُباد، اتیوند (ایوتْوَند)، (بالَه‌وند یا بالاوند که سکونت گاه پیشین آنها دشت خاوه کنونی بود و هم اکنون عمده این طایفه در شهرستان هلیلان در شهر توحید و کرمانشاه ساکن هستند)، پادِروند، بشرآمد، بیژن‌وند، چَواری (چاواری)، خیرغلام، سَنجابی، فَلَک‌الدین، قَلائی، کاکاوند، ایرانشاه (ایروشَه)، کَرَمعلی، موسی‌وند، مومه‌وند، میربیگ (زالی،باباعلی،مال مومه،خویار،حسنگاری،هوز حاتم،طایفه آزادبخت در کوهدشت و طایفه شاهیوند که بخشی ساکن دلفان و و بخشی دیگر ساکن بخش شاهیوند چگنی و کوهدشت هستند،همگی این طوایف از ایل میربگ محسوب میشوند)، نورعلی وعده ای از لوطی ها کولی ها که اصالت دلفانی ندارند.

## تاریخ
پیشینه دلفانها چندان مشخص نیست. نخستین‌بار در قرن دوازدهم خورشیدی و در جریان جنگهای آزادخان افغان (از سرداران افغان، مرگ در ۱۱۹۵) و کریم‌خان زند از طوایف دلفان یاد شده است که به نیروهای کریم‌خان پیوسته بودند. دلفانها در اوایل دوره فتحعلی‌شاه قاجار و در زمان ولایت‌داری اسماعیل‌خان فِیلی و پسرانش، محمدخان و اسدخان، بر اثر ستمگریها و تعدیات آنان شورش کردند که در جریان آن محمدخان کشته شد. در سالهای پسین، حسن‌خان، پسر محمدخان، به انتقام این کشتار بسیاری از خانهای دلفان را کشت. اما این کشتار دلفانها را، که پیوسته در حال جنگهای داخلی و نزاع با دیگران بودند، آرام نساخت. در منابع، از آغاز شورش دلفانها در اواخر دوره محمدشاه گزارش شده که تا چند سال پس از بر تخت نشستن ناصرالدین‌شاه ادامه داشته است. قتل و غارت کاروانها و تهاجم دلفانها به شهرهای نهاوند و ملایر موجب شکایت مکرر به دربار شده بود. در پی این شکایات، امیرکبیر در ۱۲۶۷، خانلرمیرزا، از حاکمان دوره قاجار، را مأمور سرکوب طوایف دلفان کرد. با بازداشت شماری از خانهای آنها، دلفانها رو به آرامش و آشتی آوردند، اما پس از انتشار خبر برکناری امیرکبیر، دیگر بار شورش کردند که خانلرمیرزا با تلاش فراوان و قتل دو سرکرده اصلی این طایفه‌ها (علی‌مردان‌خان دلفان و موسی‌خان حسنوند) به همراه گروهی از زیردستانشان، کشمکش را پایان داد.
این اقدامات هیچگاه نتوانست زمینه آرامش کامل این طایفه‌ها را فراهم سازد، چنان‌که در ۱۲۸۳ سرپیجی دلفانها همچنان ادامه داشت. همچنین نارضایی از حکمرانی ظل‌السلطان، پسر ناصرالدین‌شاه، موجب گشت در ۱۲۹۷ در پی پخش خبر کشتن ناصرالدین‌شاه و سقوط دولت، طایفه‌های دلفان به همراه دیگر عشایر لرستان شورش کنند، اما در رویارویی با ظل‌السلطان شکست خوردند و حدود بیست تن از خانهای دلفان همراه با بزرگان دیگر طایفه‌ها دستگیر و مدتی در اصفهان زندانی شدند. با وجود درگیری مکرر دلفانها با دولت مرکزی، از همکاری گهگاه آنان با حکومت و شرکت در ارتش، از جمله نبرد ۱۲۷۳ با نظامیان انگلیسی در خوزستان، یاد شده است. در ۱۳۲۹ نیز گروهی از دلفانها در شورش سالارالدوله، پسر مظفرالدین‌شاه، بر ضد دولت مشروطه شرکت داشتند. در این دوران، بیشتر طایفه‌های دلفان زیر حکومت نظرعلی‌خان امیراشرف اَمرایی، حاکم دلفان و طرهان، بودند که از دوران سلطنت مظفرالدین‌شاه تا اندکی پیش از کودتای ۱۲۹۹خ، حاکم آن نواحی بود. در تمام دوران حکومت امیراشرف امرایی، جنگ دلفانها با حاکمان محلی و دولت مرکزی ادامه داشت و این طایفه‌ها بارها با مخالفان امیراشرف برضد او همراه شده بودند. در قرن سیزدهم، در پی ستمگری والیان و نزاعهای مداوم، بسیاری از دلفانها به‌تدریج سکونتگاه‌های خود را در لرستان رها و به نهاوند، ملایر، تویسرکان، چَمچال، کرمانشاه و حتی خاک عثمانی مهاجرت کردند، به‌طوری‌که در اواخر این قرن، خاوه (مهم‌ترین مرکز دلفانها) متروک شده بود. جمعیت این طایفه‌ها، که در سال ۱۲۵۵ بالغ بر پانزده هزار خانوار بود، تا ۱۳۳۴، به ده‌هزار خانوار رسید. پس از انقلاب مشروطه (۱۳۲۴)، با ساکن شدن گروه‌هایی از دلفانها در دلفان و آبادیهای دوروبر آن، روند کاهش جمعیت عشایری طایفه‌های دلفان ادامه یافت. این عشایر ییلاق را در خاوه و شمال منطقه دلفان و قشلاق را در حدود طرهان و کنار رودخانه سیمره می‌گذراندند. با تخته‌قاپو کردن عشایر در دوره رضاشاه، باقی‌مانده عشایر دلفانی نیز مجبور به یکجانشینی در منطقه دلفان و دوروبر آن شدند. این امر پراکندگی بیشتر این طایفه‌ها را نیز در پی داشت، به گونه‌ای که در ۱۳۱۳خ، ۱۵۰ خانوار از طایفه چواری به مناطق دیگر ایران و در حدود همان سال بسیاری از طایفه میربیگ به بیرون از ایران مهاجرت کردند. در۱۳۶۶خ، نه طایفه از عشایر دلفانی در دلفان و نواحی اطراف آن اسکان داشتند. در همین سال، جمعیت سه طایفه چگنی، دلفان نورآباد و دلفانهای طرهان و کوهدشت به ۸۷۵، ۱ خانوار کاهش یافته بود. این عشایر ییلاق را در استانهای لرستان و همدان و قشلاق را در خوزستان می‌گذراندند.